# Tatari (distrikt)
Tatari (bulgariska: Татари) är ett distrikt i Bulgarien.   Det ligger i kommunen Obsjtina Belene och regionen Pleven, i den centrala delen av landet, 180 km nordost om huvudstaden Sofia.
Trakten runt Tatari består till största delen av jordbruksmark. Runt Tatari är det ganska tätbefolkat, med 67 invånare per kvadratkilometer.